# Tod David Brown
Tod David Brown (San Francisco, 15 novembre 1936 – Orange, 15 ottobre 2023) è stato un vescovo cattolico statunitense.

## Biografia
Tod David Brown nacque il 15 novembre 1936 a San Francisco da George W. Brown e Edna Anne (nata Dunn). Aveva un fratello minore, Daniel. La sua ascendenza include antenati di nazionalità danese, irlandese, inglese e delle Azzorre.

### Formazione e ministero sacerdotale
Dopo aver ricevuto la sua educazione primaria nel nord della California, frequentò il seminario "Ryan" di Fresno e il seminario "San Giovanni" di Camarillo, dove conseguì il Bachelor of Arts. Si recò poi a Roma per studiare al Pontificio collegio americano del Nord e alla Pontificia Università Gregoriana, dove conseguì la laurea in sacra teologia.
Il 1º maggio 1963 fu ordinato presbitero per la diocesi di Monterey-Fresno. In seguito fu vicario parrocchiale delle parrocchie di Nostra Signora del Perpetuo Soccorso e di San Clemente a Bakersfield dal 1963 al 1967 e vicario parrocchiale della parrocchia di San Francesco Saverio a Seaside dal 1967 al 1968. studiò poi per un master in teologia biblica ed educazione all'Università di San Francisco dal 1968 al 1969. Rientrato in diocesi, fu vicario parrocchiale della parrocchia di San Giuda a Marina dal 1969 al 1972 e dal 1974 al 1977, officiale della curia diocesana dal 1972 al 1974 e parroco della parrocchia di San Francesco Saverio a Seaside dal 1977 al 1988.
A livello diocesano fu direttore dell'ufficio per l'educazione religiosa diocesana degli adulti dal 1969 al 1977, membro della commissione per le costruzioni dal 1969 al 1987, membro della commissione liturgica dal 1969 al 1974, presidente della stessa dal 1969 al 1971, delegato per la formazione dei presbiteri dal 1969 al 1970, direttore dell'ufficio per l'educazione religiosa degli adulti dal 1969 al 1977, direttore dell'ufficio per l'educazione religiosa e le scuole parrocchiali dal 1969 al 1976, sovrintendente del sistema di educazione religiosa diocesana e di istruzione per giovani e adulti dal 1969 al 1979, consultore dell'ufficio per l'educazione dal 1979 al 1981, membro della commissione per le vocazioni dal 1970 al 1977 e dal 1978 al 1979, membro del Senato diocesano e del collegio dei consultori dal 1971 al 1974 e dal 1977 al 1982, membro della commissione per le finanze dal 1978 al 1984 e dal 1985 al 1988, membro del comitato amministrativo del piano di previdenza per i sacerdoti dal 1980 al 1987, presidente dello stesso dal 1983 al 1984, membro del consiglio presbiterale dal 1983 al 1988, vicario episcopale per il clero dal 1980 al 1988, cancelliere vescovile dal 1981 al 1988, membro del consiglio di amministrazione di Catholic Charities dal 1984 al 1988 e moderatore della curia dal 1984 al 1988.
Nell'ambito del tribunale diocesano fu avvocato dal 1969 al 1975, difensore del vincolo dal 1975 al 1981, giudice dal 1981 al 1988 e giudice di seconda istanza dal 1983 al 1987.

### Ministero episcopale
Il 27 dicembre 1988 papa Giovanni Paolo II lo nominò vescovo di Boise City. Ricevette l'ordinazione episcopale il 3 aprile successivo dall'arcivescovo metropolita di Portland in Oregon William Joseph Levada, coconsacranti il vescovo emerito di Boise City Sylvester William Treinen e il vescovo di Monterey Thaddeus Anthony Shubsda. Come motto episcopale scelse l'espressione "Vieni, Signore Gesù" (Apocalisse 22:20). Come vescovo affrontò diversi episodi riguardanti la cattiva condotta dei sacerdoti.
Il 30 giugno 1998 papa Giovanni Paolo II lo nominò vescovo di Orange in California. Prese possesso della diocesi il 3 settembre successivo.
In una lettera arrivata nel 1997 al vescovo della diocesi di Fresno, un uomo sosteneva di essere stato molestato da Brown quando questi operava a Bakersfield, nel 1965, quando l'uomo era un ragazzo di 12 anni. Brown negò le accuse. Il vescovo di Fresno John Thomas Steinbock disse all'accusatore di Brown che doveva essere ascoltato da uno psicologo, scelto da lui, prima che potesse esserci un'indagine. Nessuno psicologo sentì invece Brown. La diocesi ritenne in seguito che l'accusa fosse senza fondamento. Nel 2004 il vescovo Brown pubblicò i nomi degli accusati nella sua diocesi. Non incluse il proprio, spiegando nel 2007 che l'omissione era avvenuta "perché era molto imbarazzante e molto dolorosa".
Il 3 gennaio 2005 chiese ufficialmente scusa a 87 presunte vittime di abusi sessuali e annunciò un accordo extra-giudiziario di 100 milioni di dollari a seguito di due anni di mediazioni. Le cause riguardavano presunti abusi sessuali da parte di 30 sacerdoti, 2 suore, 1 frate e 10 laici durante gli anni 1980; 11 casi erano contro Eleuterio Ramos e 9 contro Siegfried Widera, entrambi morti (Widera per suicidio). Si trattò del primo accordo californiano legato allo scandalo degli abusi sessuali in seno alla Chiesa cattolica tra la fine del XX e l'inizio del XXI secolo, ed è rimasto l'accordo più oneroso fino a quello da 660 milioni di dollari annunciato dall'arcidiocesi di Los Angeles nel 2007. Metà della somma fu coperta tramite una polizza per responsabilità civile; per prepararsi all'accordo, la diocesi aveva iniziato a tagliare drasticamente i costi, mossa che le permise di stringere l'accordo senza dover chiudere parrocchie o scegliere altri passi cui sono state obbligate altre diocesi statunitensi coinvolte nello scandalo.
Nel giugno del 2012 la diocesi raggiunse un accordo extragiudiziario con una vittima, all'epoca dei fatti quattordicenne, dell'allora preside della scuola cattolica Mater Dei High School, Michael Harris. L'accordo prevedeva il pagamento di 2 milioni di euro più una lettera di scuse da parte dell'allora vescovo di Orange, Tod Brown.
Nel 2012 la diocesi acquisì la cattedrale di cristallo di Garden Grove per 57,5 milioni di dollari, un prezzo molto conveniente rispetto ai 100 milioni stimati per una costruzione ex-novo. L'edificio apparteneva a una congregazione protestante che nel 2010 aveva dichiarato bancarotta. La chiesa è stata ribattezzata "cattedrale del Cristo" e dopo lavori di ristrutturazione e adeguamento liturgico è stata riconsacrata il 17 luglio 2019.
Nell'aprile del 2012 compì la visita ad limina.
Nell'ambito della Conferenza dei vescovi cattolici degli Stati Uniti fu presidente della sottocommissione sul dialogo interreligioso e fu membro del comitato per il dialogo episcopale ortodosso-romano-cattolico. Fu anche presidente della commissione per laici e della commissione per l'ecumenismo e gli affari interreligiosi.
Fu membro del Pontificio consiglio per il dialogo interreligioso dal 17 marzo 2001.
Il 21 settembre 2012 papa Benedetto XVI accettò la sua rinuncia al governo pastorale della diocesi per raggiunti limiti di età.
È morto il 15 ottobre 2023 a Orange all'età di 86 anni. In seguito alle esequie celebrate il 30 ottobre dal suo successore Kevin William Vann nella cattedrale del Cristo, è stato sepolto nell'Holy Sepulcher Cemetery di Orange.

## Genealogia episcopale e successione apostolica
La genealogia episcopale è:
- Cardinale Scipione Rebiba
- Cardinale Giulio Antonio Santori
- Cardinale Girolamo Bernerio, O.P.
- Arcivescovo Galeazzo Sanvitale
- Cardinale Ludovico Ludovisi
- Cardinale Luigi Caetani
- Cardinale Ulderico Carpegna
- Cardinale Paluzzo Paluzzi Altieri degli Albertoni
- Papa Benedetto XIII
- Papa Benedetto XIV
- Papa Clemente XIII
- Cardinale Bernardino Giraud
- Cardinale Alessandro Mattei
- Cardinale Pietro Francesco Galleffi
- Cardinale Giacomo Filippo Fransoni
- Cardinale Carlo Sacconi
- Cardinale Edward Henry Howard
- Cardinale Mariano Rampolla del Tindaro
- Cardinale Rafael Merry del Val
- Cardinale Giovanni Vincenzo Bonzano
- Arcivescovo Edward Joseph Hanna
- Arcivescovo John Joseph Cantwell
- Arcivescovo Joseph Thomas McGucken
- Cardinale Timothy Manning
- Cardinale William Joseph Levada
- Vescovo Tod David Brown

La successione apostolica è:
- Vescovo Jaime Soto (2000)
- Vescovo Dominic Mai Thanh Lương (2003)
- Vescovo Cirilo Flores (2009)